# Mirko Škampa
Mirko Škampa (8. srpna 1935 Praha – 5. října 2023 Praha) byl český violoncellista a pedagog.

## Umělecká a pedagogická činnost
V roce 1956 spolu se svou ženou, dirigentkou Vlastou Škampovou, založil Pražský studentský orchestr, jehož byl uměleckým vedoucím.
Vychoval řadu významných českých violoncellistů (Jiří Bárta, Tomáš Jamník, Josef Krečmer, Petr Nouzovský, Michal Kaňka, Jan Páleníček, Jakub Tylman a další) a vydával pedagogické příručky (např. Škola hry na violoncello pro děti).
Jako odborný poradce spolupracoval Škampa se Zdeňkem Svěrákem na filmu Kolja.
V roce 2005 obdržel od Ministerstva školství Medaili I. stupně za celoživotní tvůrčí pedagogickou činnost.